# Stanghow
Stanghow är en by i civil parish Lockwood, i distriktet Redcar and Cleveland, i grevskapet North Yorkshire, i England. Byn är belägen 11 km från Redcar. Stanghow var en civil parish från 1866 till 1974. Civil parish hade 1 015 invånare år 1951.